# Stereo (canción de Pavement)
Stereo es un sencillo de la banda Pavement, tomado de su álbum Brighten the Corners. Fue lanzado por Domino Records en 1997. El número de catálogo de este sencillo es RUG-051. Contiene dos lados B: "Westie Can Drum" y "Winner of The." Fue publicado al mismo tiempo que la versión de disco de vinilo de 7'', el cual contiene un lado B diferente. Es también la primera canción en Matador's 10th Anniversary compilation. NME la clasifico como la decimoquinta mejor canción del año 1997.
Algunos CDs contienen el lado B "Birds in the Majic Industry".

## Lista de canciones (CD)
1. "Stereo" – 3:09
2. "Westie Can Drum" – 4:10
3. "Winner of The" – 2:48
4. "Birds in the Majic Industry" - 3:05 (Solo disponible en algunos discos)

## Lista de canciones (vinilo)
1. "Stereo"
2. "Birds in the Majic Industry"